# 267 км (зупинний пункт, Одеська залізниця)
267 км — пасажирський залізничний зупинний пункт Шевченківської дирекції Одеської залізниці на електрифікованій лінії Імені Тараса Шевченка —Чорноліська між зупинним пунктом 264 км (4 км) та станцією Цибулеве (4 км). Розташований неподалік села Красносілля Кропивницького району Кіровоградської області.

## Пасажирське сполучення
Приміські електропоїзди Шевченківського та Знам'янського напрямків повз колишнього зупинного пункту 267 км прямують без зупинок.